# 吉尔瓦娜·阿玛迪
吉尔瓦娜·阿玛迪（義大利語：Giovanna Amati, 1959年6月20日—）是一位知名的意大利赛车手。她是截至目前最后一位参加过世界一级方程式锦标赛比赛的女性车手。

## 生平
1959年出生于意大利罗马，1978年2月12日曾经被三人绑架并勒索赎金，关在一个木屋长达75天，后以8亿意大利里拉赎回。